# خوش‌کشیش
خوش‌کشیش (به ترکی آذربایجانی: Xoşkeşin) منطقه‌ای مسکونی در جمهوری آذربایجان است که در شهرستان جلفا واقع شده‌است. خوش‌کشیش ۳۸۳ نفر جمعیت دارد. خوش‌کشیش نام اصلی این روستا است. امروزه به آن خوش‌کشین هم می‌گویند.